# Quartiere Stadera
Il quartiere Stadera è un quartiere   di Milano, appartenente al Municipio 5 e al NIL n. 42 "Stadera - Chiesa Rossa - Q.re Torretta - Conca Fallata". 
Si trova nella zona sud della città, nella zona delimitata dal Naviglio Pavese a ovest, dal viale Giovanni da Cermenate a nord e dal quartiere Chiesa Rossa a sud e a est.

## Storia
Il primo nucleo del quartiere Stadera nacque intorno nel 1886 quando vennero costruiti alcuni caseggiati per le famiglie povere e gli sfrattati che abitavano nelle baracche del comune in zona Ticinese. Il quartiere venne creato a partire dal 1926 dal Fascismo, che realizzò molti altri caseggiati adiacenti ai precedenti, attraverso l'IACP.
Il regime chiamò inizialmente il quartiere "28 ottobre" in ricordo della Marcia su Roma ma gli abitanti, che erano quasi tutti operai, rifiutarono il nome e lo ribattezzarono Baia del Re ispirandosi al comandante Umberto Nobile che alla guida del dirigibile Italia raggiunse il Polo nord con una sfortunata spedizione nel 1928 partendo proprio da questa zona di Milano. La "Baia del Re" (Kingsbay) fu l'ultimo avamposto scandinavo da cui partì la spedizione.
Il nome "Stadera" in realtà risale, come molti quartieri di Milano, dal toponimo di antiche cascine, come è il caso di Cascina Barona, Cascina Torretta o appunto Cascina Stadera che fino ai primi anni 20 era situata nel riquadro delle attuali vie De Sanctis, via Palmieri, tra via Montegani e il Naviglio Pavese. Le tre cascine citate sono chiaramente visibili già nelle mappe di Milano del Clarici del 1600.